# Egon Krenz
Pour les articles homonymes, voir Krenz.
Egon Krenz est une personnalité politique est-allemande, né le 19 mars 1937 à Kolberg (aujourd'hui Kołobrzeg, en Pologne). Il est président du conseil d'État (chef d'État)  de la République démocratique allemande d'octobre à décembre 1989 et le dernier secrétaire général du Parti socialiste unifié d'Allemagne (SED), succédant à Erich Honecker pendant cette période.

## Biographie

### Origines et formation
Fils d'un tailleur, Egon Rudi Ernst Krenz suit des cours dans un institut de formation des enseignants à Putbus sur l'Île de Rügen de 1953 à 1957 et obtient un diplôme d'instituteur.
Durant ses études, il adhère à la Jeunesse libre allemande (FDJ) et en 1955 au Parti socialiste unifié d'Allemagne (SED). Il effectue son service militaire à Prora de 1957 à 1959.
De 1964 à 1967, il fréquente l'école du parti de comité central du PCUS à Moscou et obtient une licence en sociologie.

### Carrière politique

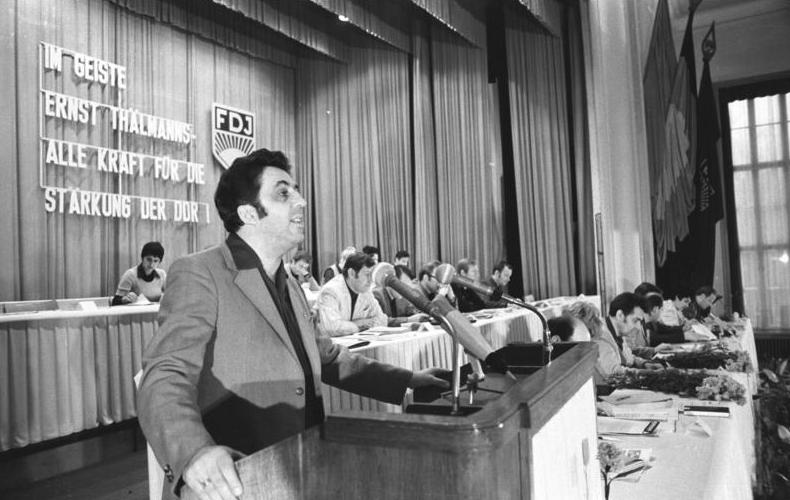
Egon Krenz en 1974.

Devenu premier secrétaire de la FDJ dans le Kreis (arrondissement) de Bergen (Rügen), Egon Krenz est premier secrétaire du Bezirk (district) de Rostock en 1960, puis secrétaire du comité central de la FDJ à partir de 1961, responsable du travail auprès des universités et des écoles supérieures et professionnelles.
Il est député de 1971 à 1990 et membre du présidium de la Chambre du peuple de 1971 à 1981.
En 1984, il devient membre du Conseil d'État.
Jusqu'au 18 octobre 1989 il est chargé des questions de Sécurité intérieure et des cadres du parti.
Il est président du conseil d'État de la République démocratique allemande du 24 octobre 1989 au 6 décembre 1989. Annonçant dès sa prise de fonction « une offensive politique et diplomatique », il fait prendre des mesures pour faciliter les voyages à l'étranger des citoyens est-allemands et permit quelques débats publics à la radio.
À la suite des nombreuses et importantes manifestations hostiles au régime, puis de la chute du mur de Berlin, l'ensemble du Bureau politique du SED démissionne le 3 décembre 1989 et Egon Krenz se retire de la présidence du Conseil d'État le 6 décembre. Il abandonne en janvier 1990 son mandat de député et est exclu du SED-PDS.

### Condamnation et emprisonnement

#### Fraude électorale
Entendu comme témoin dans différentes procédures pénales contre d’anciens représentants de la RDA, il a nié en 1992 avoir constaté comme directeur général des élections de la RDA qu’il y ait eu une fraude électorale systématique. Une déclaration antérieure faite lors de la 12e réunion du comité central du SED en décembre 1989 contredit toutefois cette affirmation. Parlant des élections locales de mai il disait :

« Bien sûr, il est clair pour moi, j’en suis bien conscient, même du point de vue d’aujourd’hui, que le résultat des élections ne correspondait pas à la réalité de la situation politique du pays, ni alors ni maintenant. Mais il était impossible d’annoncer un résultat électoral différent, car il a été établi conformément aux protocoles qui existent également dans les circonscriptions. Si, comme certains le suggèrent, nous remettions maintenant cette question sur le tapis, alors, camarades, je le crains, non seulement nous abandonnerions les postes que nous occupons encore, mais il ne nous resterait plus qu’à rentrer chez nous. Je vous demanderai que cela ne figure pas au procès-verbal ». »

#### Victimes du mur de Berlin
Le 25 août 1997, il est condamné à six ans et demi de prison pour homicide, étant jugé responsable de la mort de quatre personnes tuées par les garde-frontières est-allemands en tentant de franchir le mur de Berlin.
En novembre 1999 cet arrêt devient définitif après le rejet de l’appel par la Cour fédérale, décision qu'Egon Krenz qualifie  de « guerre froide dans la salle d’audience ». Après le rejet de son recours par le Tribunal constitutionnel fédéral le 11 janvier 2000 il commence à purger sa peine le 13 janvier à la prison de Berlin-Hakenfelde, puis est transféré à celle de Plötzensee. Le 22 mars 2001, la Cour européenne des droits de l’homme rejette à l’unanimité sa plainte pour violation des droits de l’homme.
Le 18 décembre 2003, moins de quatre ans après la décision, il est mis en liberté conditionnelle sur ordre de la Kammergericht, le reste de sa peine étant suspendu. Jouissant jusque-là d'un régime de semi-liberté, il travaillait à l’aéroport de Berlin-Tegel pour le compte de la compagnie aérienne Germania.

### Vie après la prison
Il vit depuis à Dierhagen, une station balnéaire du Mecklembourg-Poméranie-Occidentale sur la Baltique.
En avril 2021, il publie un livre de conversation Komm mir nicht mit Rechtsstaat avec Friedrich Wolff, l'ancien avocat d'Erich Honecker, dans lequel il explique que la RDA était comparable à la RFA en matière de droits humains.
Il a aussi fait une apparition dans la série documentaire Cuba l'Histoire Secrète.
Durant l’invasion de l'Ukraine par la Russie, il déclare son soutien à la Russie et son opposition à ce que l’Allemagne et les autres pays occidentaux envoient des armes à l’Ukraine. De plus, il souhaite la fin de l’ensemble des sanctions contre la Russie.